# Schwimm- und Sportverein Ulm 1846 Fußball 1963-1964
c

Questa voce raccoglie le informazioni riguardanti il Ulma nelle competizioni ufficiali della stagione 1963-1964.

## Stagione
Nella stagione 1963-1964 l'Ulma, allenato da Berry Beseredi, concluse il campionato di Regionalliga sud all'8º posto.

## Rosa
| N. |                     | Ruolo | Calciatore         |
| -- | ------------------- | ----- | ------------------ |
|    | Germania (bandiera) | P     | Wolfgang Fahrian   |
|    | Germania (bandiera) | P     | Jürgen Modic       |
|    | Germania (bandiera) | D     | Hubert Burger      |
|    | Germania (bandiera) | D     | Manfred Günther    |
|    | Germania (bandiera) | D     | Peter Rodenberg    |
|    | Germania (bandiera) | D     | Siegfried Schied   |
|    | Germania (bandiera) | D     | Karl Schneiderhahn |
|    | Germania (bandiera) | D     | Helmut Stocker     |
|    | Germania (bandiera) | C     | Ortwin Deißler     |
|    | Germania (bandiera) | C     | Erwin Hoffmann     |

| N. |                     | Ruolo | Calciatore       |
| -- | ------------------- | ----- | ---------------- |
|    | Germania (bandiera) | C     | Werner Losch     |
|    | Germania (bandiera) | C     | Gerold Stocker   |
|    | Germania (bandiera) | A     | Rolf Engel       |
|    | Germania (bandiera) | A     | Josef Harmuth    |
|    | Germania (bandiera) | A     | Eberhard Müller  |
|    | Germania (bandiera) | A     | Dieter Praxl     |
|    | Germania (bandiera) | A     | Hermann Pressler |
|    | Germania (bandiera) | A     | Helmut Siebert   |
|    | Germania (bandiera) | A     | Josef Stocker    |
|    | Germania (bandiera) | A     | Troje            |

## Organigramma societario
Area tecnica
- Allenatore: Berry Beseredi
- Allenatore in seconda:
- Preparatore dei portieri:
- Preparatori atletici:
- Analisi video:

## Calciomercato

### Sessione estiva
| Acquisti | Acquisti | Acquisti | Acquisti |
| R.       | Nome     | da       | Modalità |
| -------- | -------- | -------- | -------- |

| Cessioni | Cessioni      | Cessioni          | Cessioni |
| R.       | Nome          | a                 | Modalità |
| -------- | ------------- | ----------------- | -------- |
| A        | Manfred Ruoff | Kickers Stoccarda |          |

## Risultati

### Regionalliga

#### Girone di andata
| Arbitro: | Kandlbinder |

|           |           |                             |
| Schied 5’ | Marcatori | 17’ Wendel 70’ (aut.) Engel |

| Arbitro: | Ott |

|                                       |           |           |
| Fritzsche 3’ Jendrosch 47’ Becker 58’ | Marcatori | 64’ Engel |

| Arbitro: | Heumann |

|  |           |           |
|  | Marcatori | 78’ Tripp |

| Neu-Isenburg 25 agosto 1963 4ª giornata      | 03 Neu-Isenburg | 0 – 1 referto | Ulma | Sportanlage Buchenbusch |
| \| \| \| \| \| \| Marcatori \| 73’ Müller \| |                 |               |      |                         |
|                                              |                 |               |      |                         |
|                                              | Marcatori       | 73’ Müller    |      |                         |

| Arbitro: | Hager |

|                              |           |  |
| Hoffmann 23’ Bopp 30’ (aut.) | Marcatori |  |

| Arbitro: | Rodenhausen |

|                                                          |           |             |
| Kirchner 22’ Schüning 31’, 55’ Röthinger 52’ Schmitt 89’ | Marcatori | 35’ Stocker |

| Arbitro: | Alt |

|  |           |                                          |
|  | Marcatori | 5’, 35’ Biesinger 20’ Späth 88’ Fröhlich |

| Arbitro: | Geisert |

|                |           |            |
| Windhausen 15’ | Marcatori | 48’ Burger |

| Arbitro: | Wengenmayer |

|                         |           |  |
| Stocker 47’ Siebert 77’ | Marcatori |  |

| Arbitro: | Gathof |

|                                               |           |             |
| Hofmann 21’ Breitschuh 37’, 80’ Ehrlinger 50’ | Marcatori | 84’ Günther |

| Arbitro: | Eisemann |

|                  |           |             |
| Lechner 54’, 84’ | Marcatori | 50’ Siebert |

| Arbitro: | Frickel |

|                  |           |  |
| Stocker 75’, 86’ | Marcatori |  |

| Arbitro: | Heumann |

|                |           |                                         |
| Kraft 15’, 85’ | Marcatori | 17’ Burger 69’, 77’ Stocker 82’ Siebert |

| Ulma 10 novembre 1963 14ª giornata            | Ulma      | 1 – 0 referto | ESV Ingolstadt | Donaustadion |
| \| \| \| \| \| Siebert 33’ \| Marcatori \| \| |           |               |                |              |
|                                               |           |               |                |              |
| Siebert 33’                                   | Marcatori |               |                |              |

| Arbitro: | Güller |

|                                           |           |                            |
| Poklitar 4’, 87’ Studenroth 10’, 57’, 61’ | Marcatori | 9’, 51’ Siebert 70’ Burger |

| Arbitro: | Mohrs |

|             |           |  |
| Deißler 85’ | Marcatori |  |

| Arbitro: | Fritz |

|                                             |           |  |
| Kupfer 7’ Masurek 37’ Schweighöfer 81’, 85’ | Marcatori |  |

| Arbitro: | Wengenmayer |

|             |           |            |
| Seißler 68’ | Marcatori | 6’ Siebert |

| Arbitro: | Tschenscher |

|                            |           |                                 |
| Praxl 54’, 68’ Siebert 81’ | Marcatori | 30’ Röckenwagner 40’ Brenninger |

#### Girone di ritorno
| Arbitro: | Betz |

|                          |           |                                         |
| Stocker 43’ Hoffmann 55’ | Marcatori | 6’, 58’ Jendrosch 32’ Kuster 65’ Becker |

| Offenbach am Main 5 gennaio 1964 21ª giornata                                                                     | Kickers Offenbach | 6 – 4 referto                      | Ulma | Stadion am Bieberer Berg (5 000 spett.) |
| \| \| \| \| \| Nuber 8’, 18’ Lotz 45’ Süß 72’, 75’ Gast 90’ \| Marcatori \| 33’, 39’ Hoffmann 77’, 87’ Stocker \| |                   |                                    |      |                                         |
| |                   |                                    |      |                                         |
| Nuber 8’, 18’ Lotz 45’ Süß 72’, 75’ Gast 90’                                                                      | Marcatori         | 33’, 39’ Hoffmann 77’, 87’ Stocker |      |                                         |

| Arbitro: | Scheuring |

|                                   |           |              |
| Siebert 27’, 75’ Kranz 84’ (aut.) | Marcatori | 23’ Dietrich |

| Arbitro: | Geisert |

|                |           |                                           |
| Vogel 66’, 73’ | Marcatori | 35’ Hoffmann 49’ Siebert 54’, 78’ Stocker |

| Arbitro: | Riegg |

|                        |           |            |
| Praxl 15’ Hoffmann 85’ | Marcatori | 50’ Sagray |

| Arbitro: | Ommerborn |

|  |           |                                           |
|  | Marcatori | 33’, 39’ Siebert 34’ Stocker 57’ Hoffmann |

| Ulma 16 febbraio 1964 26ª giornata             | Ulma      | 1 – 0 referto | Borussia Fulda | Donaustadion (3 000 spett.) |
| \| \| \| \| \| Hoffmann 74’ \| Marcatori \| \| |           |               |                |                             |
|                                                |           |               |                |                             |
| Hoffmann 74’                                   | Marcatori |               |                |                             |

| Arbitro: | Frickel |

|  |           |             |
|  | Marcatori | 50’ Stocker |

| Arbitro: | Kistner |

|                                   |           |                  |
| Stocker 50’ Stocker 67’ Praxl 85’ | Marcatori | 44’, 87’ Brzuske |

| Arbitro: | Siebert |

|                       |           |  |
| Praxl 43’ Siebert 87’ | Marcatori |  |

| Arbitro: | Spinnler |

|                                          |           |                         |
| Schlüter 23’ Schmitt 43’ Brecht 53’, 58’ | Marcatori | 48’ Siebert 78’ Stocker |

| Arbitro: | Saal |

|                                   |           |                  |
| Stocker 13’, 33’, 38’ Siebert 62’ | Marcatori | 16’ (aut.) Modic |

| Arbitro: | Alt |

|                     |           |             |
| Gruber 22’ Mack 60’ | Marcatori | 52’ Stocker |

| Arbitro: | Güller |

|                                      |           |  |
| Siebert 18’ Hoffmann 32’ Stocker 70’ | Marcatori |  |

| Arbitro: | Rodenhausen |

|                                                       |           |                               |
| Öhm 7’ Greim 8’, 27’, 47’ Engel 56’ (aut.) Reißer 79’ | Marcatori | 24’, 90’ Hoffmann 76’ Siebert |

| Arbitro: | Gathof |

|             |           |          |
| Stocker 82’ | Marcatori | 89’ Lang |

| Arbitro: | Wengenmayer |

|  |           |                  |
|  | Marcatori | 15’, 40’ Seißler |

| Arbitro: | Siebert |

|                                          |           |                                                           |
| Jaworski 44’, 48’, 68’ Bogeschdorfer 64’ | Marcatori | 55’, 56’, 73’ Müller 62’ Stocker 83’ Hoffmann 87’ Günther |

| Arbitro: | Güller |

|                         |           |  |
| Kostorz 23’ Gresens 80’ | Marcatori |  |

## Statistiche

### Statistiche di squadra
| Competizione     | Punti | In casa | In casa | In casa | In casa | In casa | In casa | In trasferta | In trasferta | In trasferta | In trasferta | In trasferta | In trasferta | Totale | Totale | Totale | Totale | Totale | Totale | DR |
| Competizione     | Punti | G       | V       | N       | P       | Gf      | Gs      | G            | V            | N            | P            | Gf           | Gs           | G      | V      | N      | P      | Gf     | Gs     | DR |
| ---------------- | ----- | ------- | ------- | ------- | ------- | ------- | ------- | ------------ | ------------ | ------------ | ------------ | ------------ | ------------ | ------ | ------ | ------ | ------ | ------ | ------ | -- |
| Regionalliga sud | 42    | 19      | 13      | 1       | 5       | 33      | 21      | 19           | 7            | 1            | 11           | 40           | 53           | 38     | 20     | 2      | 16     | 73     | 74     | -1 |
| Totale           | 42    | 19      | 13      | 1       | 5       | 33      | 21      | 19           | 7            | 1            | 11           | 40           | 53           | 38     | 20     | 2      | 16     | 73     | 74     | -1 |

### Andamento in campionato
| Giornata  | 1  | 2  | 3  | 4  | 5  | 6  | 7  | 8  | 9  | 10 | 11 | 12 | 13 | 14 | 15 | 16 | 17 | 18 | 19 | 20 | 21 | 22 | 23 | 24 | 25 | 26 | 27 | 28 | 29 | 30 | 31 | 32 | 33 | 34 | 35 | 36 | 37 | 38 |
| --------- | -- | -- | -- | -- | -- | -- | -- | -- | -- | -- | -- | -- | -- | -- | -- | -- | -- | -- | -- | -- | -- | -- | -- | -- | -- | -- | -- | -- | -- | -- | -- | -- | -- | -- | -- | -- | -- | -- |
| Luogo     | C  | T  | C  | T  | C  | T  | C  | T  | C  | T  | T  | C  | T  | C  | T  | C  | T  | T  | C  | C  | T  | C  | T  | C  | T  | C  | T  | C  | C  | T  | C  | T  | C  | T  | C  | C  | T  | T  |
| Risultato | P  | P  | P  | V  | V  | P  | P  | V  | V  | P  | P  | V  | V  | V  | P  | V  | P  | N  | V  | P  | P  | V  | V  | V  | V  | V  | V  | V  | V  | P  | V  | P  | V  | P  | N  | P  | V  | P  |
| Posizione | 16 | 19 | 20 | 17 | 13 | 16 | 17 | 14 | 13 | 15 | 15 | 13 | 12 | 11 | 11 | 9  | 10 | 10 | 10 | 11 | 11 | 10 | 9  | 8  | 7  | 7  | 7  | 6  | 6  | 6  | 6  | 7  | 6  | 7  | 7  | 8  | 8  | 8  |

Legenda:

Luogo: C = Casa; T = Trasferta. Risultato: V = Vittoria; N = Pareggio; P = Sconfitta.

### Statistiche dei giocatori
| H. Burger        | 33 | 3  | 0 | 0 |
| O. Deißler       | 38 | 1  | 0 | 0 |
| R. Engel         | 36 | 1  | 0 | 0 |
| W. Fahrian       | 32 | 0  | 0 | 0 |
| M. Günther       | 33 | 2  | 0 | 0 |
| J. Harmuth       | 1  | 0  | 0 | 0 |
| E. Hoffmann      | 37 | 12 | 0 | 0 |
| W. Losch         | 2  | 0  | 0 | 0 |
| J. Modic         | 6  | 0  | 0 | 0 |
| E. Müller        | 17 | 4  | 0 | 0 |
| D. Praxl         | 19 | 5  | 0 | 0 |
| H. Pressler      | 4  | 0  | 0 | 0 |
| P. Rodenberg     | 12 | 0  | 0 | 0 |
| S. Schied        | 10 | 1  | 0 | 0 |
| K. Schneiderhahn | 31 | 0  | 0 | 0 |
| H. Siebert       | 37 | 18 | 0 | 0 |
| G. Stocker       | 36 | 18 | 0 | 0 |
| H. Stocker       | 32 | 5  | 0 | 0 |
| J. Stocker       | 1  | 0  | 0 | 0 |
| T. Troje         | 1  | 0  | 0 | 0 |